# Euagrotis associans
Euagrotis associans är en fjärilsart som beskrevs av Walker 1858. Euagrotis associans ingår i släktet Euagrotis och familjen nattflyn. Inga underarter finns listade i Catalogue of Life.